# Martha Roby
Martha Dubina Roby (ur. 26 lipca 1976) – amerykańska polityk, członkini Partii Republikańskiej i kongreswoman ze stanu Alabama (w latach 2011-2021).